# Жэнь-цзун (династия Сун)
Жэнь-цзун (кит. 仁宗, личное имя Чжао Чжэнь (кит. 趙禎), посмертное имя Мин Сяо-хуанди (кит. 明孝皇帝, 30 мая 1010 — 30 апреля 1063) — 4-й китайский император из династии Сун.

## Биография
Сын Чжэнь-цзуна. С его детством связано множество преданий. Полагали, что он является реинкарнацией Лао-цзы. По легенде, маленький наследник всё время плакал, но был исцелён даосом, облик которого принял дух.
Правление императора, начавшееся в 1022 году, было самым длительным в Империи Сун. Кроме того, Жэнь-цзун сменил наибольшее число девизов в истории династии. Тем не менее, он почти не остался в памяти. Войн Жэнь-цзун не вёл, за исключением пограничных конфликтов с Си Ся, народ его не любил за повышения налогов. Впрочем, Е Лун-ли в «Истории государства киданей» хвалит его за гостеприимство по отношению к киданьским беженцам.
Важнейшими событиями правления Жэнь-цзуна стали народные восстания Ван Луня в Шаньдуне (1043 год) и Ван Цзе в Хэбэе (1047 год). Оба выступления были жестоко подавлены, но дали повод заговорить о реформах. Проекты Фань Чжунъяня, рекомендовавшего императору опереться на сельское хозяйство и сократить административный аппарат, были саботированы высшим чиновничеством. Немногого добился и Ли Гоу своими трактатами об обогащении государства, усмирении народа и усилении армии. Лишь при преемнике Жэнь-цзуна некоторые его идеи нашли своё воплощение.

## В культуре
Ко времени правления Жэнь-цзуна относится деятельность многих замечательных людей, например, юриста Бао Чжэна, известного как «Бао Драконова Печать», художника-анималиста И Юаньцзи, поэтов Оуян Сю и Мэй Яочэня. Жэнь-цзун упоминается в «Речных заводях» Ши Найаня и «Развеянных чарах» Ло Гуаньчжуна и Фэн Мэнлуна. В «Развеянных чарах» он предстаёт образцом государя:
Император Жэнь-цзун был правителем мудрым и справедливым, на должности назначал людей умных и честных и принес народу спокойствие, за что в награду Небо даровало ему долголетие.